# Guilty Pleasures 4
『Guilty Pleasures 4』（ギルティ・プレジャース・フォー）は、スコット・マーフィーのアルバムである。

## 概要
元アリスターのスコット・マーフィーによるカバー・アルバム。『Guilty Pleasures 3』の続編。

## 収録曲
1. SAKURA SAKURA -Intro-
2. 夢をあきらめないで
  - 原曲は岡村孝子の「夢をあきらめないで」。
  - 「世界!ニッポン行きたい人応援団」エンディングテーマ。
3. ゆめいっぱい
  - 原曲は関ゆみ子の「ゆめいっぱい」。
4. 愛は勝つ
  - 原曲はKANの「愛は勝つ」。
5. 手紙～拝啓十五の君へ～
  - 原曲はアンジェラ・アキの「手紙 ～拝啓 十五の君へ～」。
6. Yesterday Once More
  - 原曲はカーペンターズの「Yesterday Once More」。
7. Flavor Of Life
  - 原曲は宇多田ヒカルの「Flavor Of Life」。
8. 川の流れのように
  - 原曲は美空ひばりの「川の流れのように」。
9. 心の旅
  - 原曲はチューリップの「心の旅」。
10. Burn Again
  - ボーナストラック。このアルバム唯一のスコット・マーフィーによるオリジナルソング。